# Henri Schoeman
Henri Schoeman (* 3. Oktober 1991 in Vereeniging) ist ein südafrikanischer Duathlet und Triathlet. Er ist fünffacher nationaler Meister (2013–2021) und Dritter der Olympischen Sommerspiele 2016.

## Werdegang
In seiner Jugend war Henri Schoeman im Schwimmsport aktiv und auch sein älterer Bruder Riaan Schoeman (* 1989) war ebenso als Triathlet aktiv und startete 2008 und 2012 als Schwimmer bei den Olympischen Sommerspielen sowie den Commonwealth Games 2010.
Im März 2016 wurde Henri Schoeman zum vierten Mal in Folge Nationaler Meister auf der Triathlon-Kurzdistanz (olympische Distanz: 1,5 km Schwimmen, 40 km Radfahren und 10 km Laufen).

### Olympische Sommerspiele 2016
Bei den Olympischen Sommerspielen 2016 in Rio de Janeiro wurde er Dritter und erzielte damit die erste Olympiamedaille für Südafrika im Triathlon. Er startete in Rio zusammen mit Richard Murray (4. Rang), Mari Rabie (11. Rang) und Gillian Sanders (23. Rang).
Im September wurde er in Mexiko mit dem Sieg im letzten Rennen der WM-Rennserie („Grand Final“) Vierter in der Triathlon-Weltmeisterschaft 2016.

### Dopingvorwurf 2016
Eine Hacker-Gruppe enthüllte Ende 2016 Unterlagen, wonach Henri Shoeman bei den Olympischen Spielen einen positiven Dopingtest abgegeben haben soll (Prednisolon, ein verbotenes Glucocorticoid). Die International Triathlon Union (ITU) gab an, über die Vorwürfe gegen Henri Schoeman informiert worden zu sein und eine Untersuchung eingeleitet zu haben.
Im Januar 2018 wurde er durch die ITU von allen Vorwürfen freigesprochen.
Im März 2018 gewann er in Abu Dhabi auf der Sprintdistanz das erste Rennen der Weltmeisterschaftsrennserie 2018.
Im April 2023 wurde der 31-Jährige Weltmeister der Arena Games Triathlon (E-Sport-Weltmeister), neben der Australierin Sophie Linn bei den Frauen.
Er wird trainiert von seinem Vater Joe Schoeman und lebt mit seiner Partnerin  in Durban.

## Sportliche Erfolge
| Datum/Jahr    | Rang | Wettbewerb                                    | Austragungsort      | Zeit     | Bemerkung                                                                         |
| ------------- | ---- | --------------------------------------------- | ------------------- | -------- | --------------------------------------------------------------------------------- |
| 21. Apr. 2024 | 1    | Ironman 70.3 Philippines                      | Lapu-Lapu           | 04:02:31 |                                                                                   |
| 2023          | 2    | Ironman 70.3 Bahrain                          | Manama              | 03:32:50 |                                                                                   |
| 2023          | 3    | Noosa Triathlon                               | Noosa               |          |                                                                                   |
| Apr. 2023     | 1    | Arena Games Triathlon                         | London              |          |                                                                                   |
| 11. Juni 2021 | 1    | ATU Triathlon African Championships           | Scharm asch-Schaich | 01:48:57 | Staatsmeister                                                                     |
| 15. Mai 2021  | 5    | ITU World Championship Series 2021            | Yokohama            | 01:43:26 |                                                                                   |
| 21. März 2021 | 1    | RSA Triathlon National Championships          | Maselspoort         | 01:48:45 |                                                                                   |
| 26. Jan. 2020 | 3    | Ironman 70.3 South Africa                     | East London         | 04:07:30 |                                                                                   |
| 4. Nov. 2018  | 2    | Super League Mallorca                         | Manacor             |          | Erstaustragung auf Mallorca                                                       |
| 28. Okt. 2018 | 2    | Super League Malta                            | Malta               |          | hinter Vincent Luis                                                               |
| 24. Sep. 2018 | 3    | Beijing International Triathlon               | Peking              | 01:51:58 | [ 10 ]                                                                            |
| 28. Apr. 2018 | 8    | ITU World Championship Series 2018            | Bermuda             | 01:56:24 |                                                                                   |
| 5. Apr. 2018  | 1    | Commonwealth Games 2018                       | Gold Coast          | 00:52:31 |                                                                                   |
| 2. März 2018  | 1    | ITU World Championship Series 2018            | Abu Dhabi           | 00:57:03 | Sieger im ersten Rennen der Saison                                                |
| 11. Feb. 2018 | 2    | ITU Triathlon World Cup                       | Kapstadt            | 00:52:49 | hinter Richard Murray                                                             |
| 19. Nov. 2017 | 3    | Island House Invitational Triathlon           | Nassau              |          | zweitägiger Wettkampf                                                             |
| 10. Sep. 2017 | 1    | Beijing International Triathlon               | Peking              | 01:54:14 | [ 12 ]                                                                            |
| 4. Juni 2017  | 2    | ITU Triathlon World Cup                       | Cagliari            | 00:54:52 |                                                                                   |
| 13. Mai 2017  | 4    | ITU World Championship Series 2017            | Yokohama            | 01:48:29 |                                                                                   |
| 8. Apr. 2017  | 8    | ITU World Championship Series 2017            | Gold Coast          | 00:53:11 |                                                                                   |
| 11. Feb. 2017 | 2    | ITU Triathlon World Cup                       | Kapstadt            | 00:51:41 |                                                                                   |
| 19. Sep. 2016 | 1    | ITU World Championship Series 2016            | Cozumel             | 01:46:50 | Grand Final                                                                       |
| 20. Aug. 2016 | 3    | Olympische Sommerspiele 2016                  | Rio de Janeiro      | 01:45:43 |                                                                                   |
| 20. März 2016 | 1    | ATU African Triathlon Championships           | Buffalo City        | 02:00:48 |                                                                                   |
| 1. Nov. 2015  | 1    | Ekurhuleni 5150                               | Ekurhuleni          |          | African Championships                                                             |
| 10. Mai 2015  | 1    | ATU African Triathlon Championships           | Scharm asch-Schaich | 01:52:17 |                                                                                   |
| 2. Nov. 2014  | 1    | Ekurhuleni 5150                               | Ekurhuleni          |          | African Championships                                                             |
| 26. Juli 2014 | 2    | Commonwealth Games 2014                       | Glasgow             | 01:14:13 | Gemischte Staffel – zusammen mit Kate Roberts, Gillian Sanders und Richard Murray |
| 12. Apr. 2014 | 1    | ATU African Triathlon Championships           | Troutbeck           | 02:00:15 |                                                                                   |
| 3. Nov. 2013  | 1    | Ekurhuleni 5150                               | Ekurhuleni          |          | African Championships                                                             |
| 25. Mai 2013  | 1    | ATU African Triathlon Championships           | Agadir              | 01:54:14 |                                                                                   |
| 31. März 2012 | 5    | ATU African Triathlon Championships           | Le Morne            | 02:03:55 |                                                                                   |
| 9. Mai 2010   | 3    | ATU African Triathlon Championship Junior Men | Durban              | 01:00:20 |                                                                                   |
| 4. Juli 2009  | 3    | ATU African Triathlon Championship Junior Men | Durban              | 01:01:06 |                                                                                   |

(DNF – Did Not Finish; DSQ – Disqualifiziert)